# Anastoechus setosus
Anastoechus setosus är en tvåvingeart som först beskrevs av Friedrich Hermann Loew 1855.  Anastoechus setosus ingår i släktet Anastoechus och familjen svävflugor. Inga underarter finns listade i Catalogue of Life.